# 斯特法諾·特拉瓦利亞
斯特凡诺·特拉瓦利亚（Stefano Travaglia，1991年12月28日—）是一位義大利職業網球運動員。

## 外部連結
- 斯特法諾·特拉瓦利亞（英文/西班牙文）的官方資料
- 斯特法諾·特拉瓦利亞的國際網球總會 職業／青少年 官方資料（英文）